# Nidalia alciformis
Nidalia alciformis is een zachte koraalsoort uit de familie Nidaliidae. De koraalsoort komt uit het geslacht Nidalia. Nidalia alciformis werd in 1907 voor het eerst wetenschappelijk beschreven door Simpson. 